# Daniel Schmid (Bobfahrer)
Daniel Schmid (* 22. Januar 1976) ist ein ehemaliger Schweizer Bobpilot.

## Laufbahn
Im Januar 2010 gelang ihm mit dem Gewinn der EM-Bronzemedaille der grösste Erfolg seiner Laufbahn. Weitere gute Resultate öffneten ihm den Weg zur erstmaligen Teilnahme an den Olympischen Spielen in Vancouver, als dritter Pilot hinter Ivo Rüegg und Beat Hefti. Dort verzichtete er nach zwei Stürzen im Training auf eine Teilnahme und kritisierte die schwierige Bahn.
Am 25. Mai 2010 gab er seinen Rücktritt vom Spitzensport bekannt.